# Place de l'École (Colmar)
Pour les articles homonymes, voir Place de l'École.
La place de l'École, est un lieu public de la ville de Colmar, en France.

## Situation et accès
Cette place publique est située dans le quartier centre.
On y accède par les rues des Boulangers, des Serruriers, Jean-Baptiste-Fleurent, des Marchands et Berthe-Molly.
Cette place n'est pas desservie par les bus de la TRACE.